# 上海轨道交通南汇线
南汇支线（两港市域铁路）工程，别称两港快线，物理线路地名批复为市域铁南汇线，是上海市一條建設中的市域铁路。南汇支线主要经过浦东新区祝桥镇、老港镇及新片区综合产业片区和滴水湖金融总部核心片区，主要沿申嘉湖高速、两港大道、东大公路、桥江路敷设，工程总投资144.14亿元。线路主线自浦东3号航站楼站至滴水湖北站，全长27.88km。其中地下段长7.29km，高架段长19.65km， 路基段长0.94km。支线自上海东站市域场，后外包主线至鹏翔路站，全长6.98km。其中高架段长6.36km， 路基段长0.62km。经16号线滴水湖站至浦东铁路四团站的延伸线已纳入南枫线范围。主线预计2026年通车，全线计划2027年6月通车。

## 历史
2016年，在上海2035总规中以南汇支线作为名称被列入规划。2019年11月，上海市政府副秘书长、自贸试验区临港新片区管委会常务副主任朱芝松透露，临港新片区连接上海中心城区、浦东国际机场、虹桥国际机场、上海南站等主要枢纽的市域轨道交通快线网络正在编制中；连接浦东国际机场与新片区的轨道交通——自贸区快线的前期研究已启动。2020年2月公示的《浦东综合交通枢纽专项规划》中提及兩港快線。
2020年3月公开的《中国（上海）自由贸易试验区临港新片区交通提升三年行动计划（2020-2022）》提出，要在2022年之前加快推进两港快线，在新片区范围内，实现1小时通达重要对外交通枢纽。
- 2020年4月2日 由《长江三角洲地区交通运输更高质量一体化发展规划》被国家发改委批复[8]
- 2021年4月29日 选线专项规划（草案）进行公示[9]
- 2021年11月10日 环境影响报告书首次公示[10]
- 2021年11月15日 上海发改委批复工程可行性研究报告[11]
- 2021年11月16日 工程报建[12]
- 2021年11月17日 环境影响报告书报批前公示[10]
- 2021年11月29日 浦东新区环保局受理工程环境影响报告书[13]
- 2021年12月6日 浦东新区环保局受理工程环境影响报告书（修改版）[14]
- 2021年12月28日 浦东新区环保局批复工程环境影响报告书[15]
- 2022年1月4日 南汇支线下盐路站開工[16]
- 2024年6月14日 南汇支线首个盾构“东临1号”（3#盾构井——临港综合区）始发
- 2024年6月19日 南汇支线首榀箱梁（#330墩——#331墩）成功架设，线路正式进入架梁施工阶段。

## 车站列表
| 阶段      | 站名 （工程名）         | 里程 （米）                 | 站间距 （米）               | 换乘路线                                               | 所在地                      | 车站形式                    |                             |
| --------- | ----------------------- | --------------------------- | --------------------------- | ------------------------------------------------------ | --------------------------- | --------------------------- | --------------------------- |
| 支线      | 上海东站                | 6967                        | 6967                        | 沪苏通铁路 █ 市域机场线 █ 21号线（在建）               | 祝桥镇                      | 地面岛式                    |                             |
| ↑直通运行 | ↑直通运行               | █ 市域机场线往虹桥2号航站楼 | █ 市域机场线往虹桥2号航站楼 | █ 市域机场线往虹桥2号航站楼                            | █ 市域机场线往虹桥2号航站楼 | █ 市域机场线往虹桥2号航站楼 | █ 市域机场线往虹桥2号航站楼 |
| 主线      | 浦东3号航站楼           | 0                           | -                           | █ 市域机场线 █ 21号线（在建） █ 2号线 █ 磁浮线（规划） | 祝桥镇                      | 地下三层双岛式              |                             |
| 主线      | 鹏翔路 (下盐路)         | 3653                        | 3653                        | ↖支线往上海东站                                        | 祝桥镇                      | 高架二层越行侧式            |                             |
| 主线      | 滨海森林公园 (东大公路) | 19436                       | 15783                       |                                                        | 南汇新城镇                  | 高架二层越行侧式            |                             |
| 主线      | 星海湾路 (临港综合区)   | 23866                       | 4430                        |                                                        | 南汇新城镇                  | 地下二层岛式                |                             |
| 主线      | 滴水湖北 (临港开放区)   | 27336                       | 3470                        |                                                        | 南汇新城镇                  | 地下二层岛式                |                             |
| ↓直通运行 | ↓直通运行               | █ 市域南枫线往枫泾站        | █ 市域南枫线往枫泾站        | █ 市域南枫线往枫泾站                                   | █ 市域南枫线往枫泾站        | █ 市域南枫线往枫泾站        | █ 市域南枫线往枫泾站        |